# 列島縦断
列島縦断（れっとうじゅうだん）とは、列島を縦に（列島に沿って）通り抜けること。日本では多くの場合日本列島を縦に通り抜けることをいう（この場合、日本列島縦断、日本縦断ともいう）。厳密には北海道 - 沖縄を通り抜ける必要があるが、日本列島の主要四島である北海道 - 九州を縦断した場合にも列島縦断と呼ぶことが多い。

## 列島縦断と列島横断
大陸や島は一般に、縦断は南北方向、横断は東西方向の通り抜けを指す。しかし日本列島は南北に長いため、日本列島に沿うように通り抜けることを日本列島縦断と呼び、日本海側と太平洋側を結ぶように日本列島を横切ることを日本列島横断、もしくは単に列島横断、日本横断と呼ぶ。
鉄道で列島縦断する場合は枕崎市 - 稚内市で最小6列車（枕崎駅 - 鹿児島中央駅 - 〈博多駅 - 新大阪駅間の任意〉 - 東京駅 - 新函館北斗駅 - 札幌駅 - 稚内駅）、横断の場合は平戸市 - 根室市の最小7列車（たびら平戸口駅 - 佐世保駅 - 博多駅 - 東京駅 - 新函館北斗駅 - 南千歳駅 - 釧路駅 - 根室駅）となる。また、航空機で列島縦断する場合は石垣市 - 稚内市の最小2搭乗（石垣空港 - 東京国際空港 - 稚内空港）、横断では石垣市 - 中標津町の最小2搭乗（石垣空港 - 東京国際空港 - 中標津空港）、1搭乗に限るなら那覇市 - 千歳市（那覇空港 - 新千歳空港）となる。

## テレビ番組
- NHK BShiで2004年5月6日から6月23日まで生中継されたテレビ番組『列島縦断 鉄道12000キロの旅 〜最長片道切符でゆく42日〜』
- 上記の続編として、NHK BShiで2005年に放送されたテレビ番組『列島縦断 鉄道乗りつくしの旅〜JR20000km全線走破〜』
- HTBの『水曜どうでしょう』で2001年6月13日から9月5日まで放送された企画「対決列島 〜the battle of sweets〜」